# Kychreus
Kychreus (altgriechisch Κυχρεύς Kychreús) war in der griechischen Mythologie der Schutzheros von Salamis, das früher nach ihm Kychreia genannt wurde. Pausanias bezeichnet ihn als Sohn von Poseidon und Salamis, der Tochter des Asopos.
Nach Apollodor und Diodor befreite Kychreus Salamis von einer verheerenden Schlange; nach anderen Quellen war er selbst schlangengestaltig und erdgeboren. Daher wurde er der erste dauerhafte Bewohner und König von Salamis. Seine Tochter Glauke verheiratete er an Telamon und machte diesen zu seinem Nachfolger, weil er selbst keine Söhne hatte.
Plutarch berichtet von einem Heiligtum auf Salamis, wo Kychreus in Schlangengestalt als Schutzheros verehrt wurde; in Athen soll er sogar als Gott verehrt worden sein. In der Schlacht von Salamis soll Kychreus den Griechen erschienen sein und ihnen zum Sieg über die Perser verholfen haben.